# روابط ایران و یونان
 ایران و یونان هزاران سال بایکدیگر رابطه داشته‌اند و اشتراکات تاریخی و فرهنگی زیادی دارند. در حال حاضر یونان در تهران سفارت‌خانه دارد و ایران نیز در آتن سفارت‌خانه دارد.

## تاریخچه

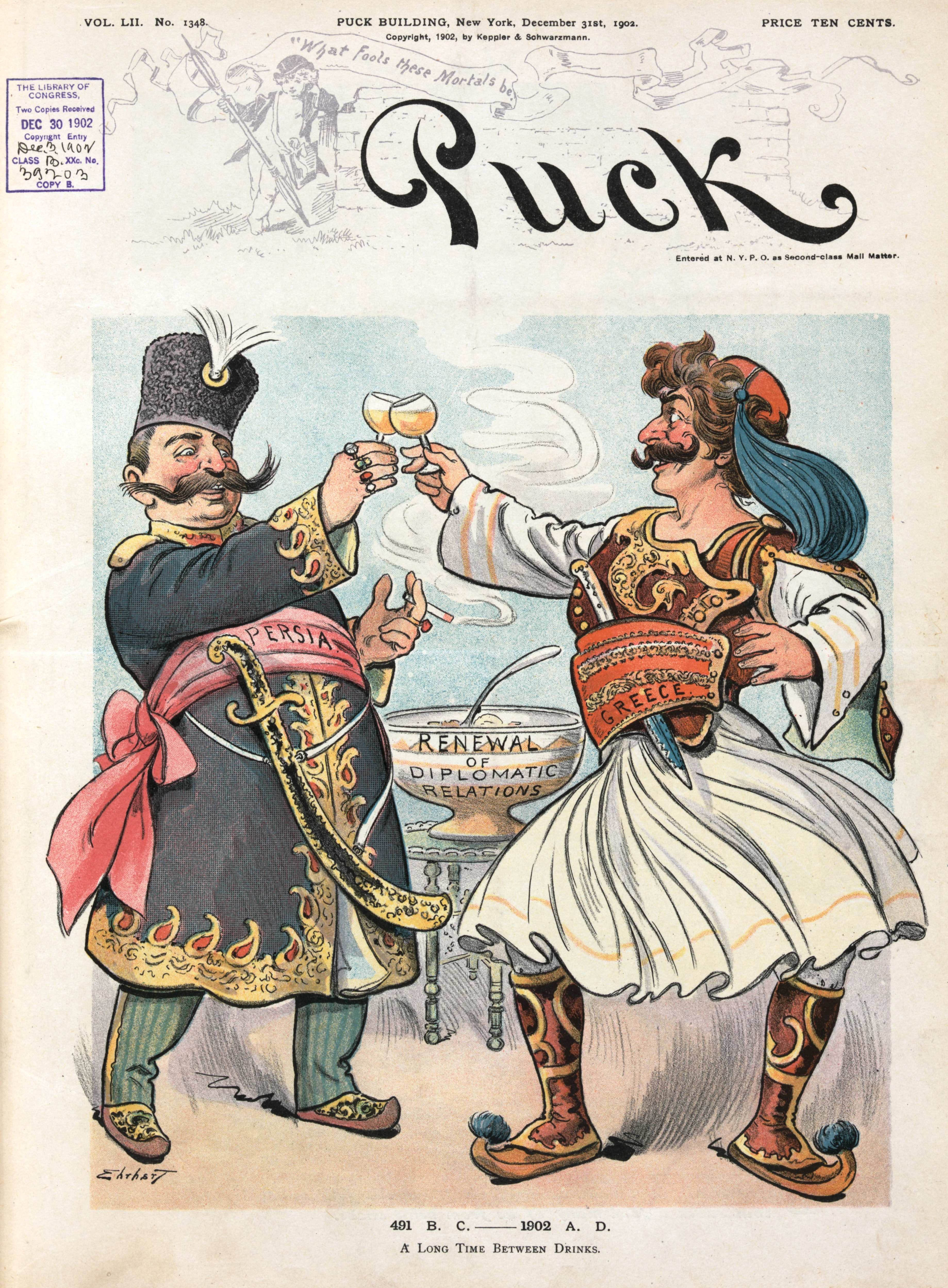
کارتونی به مناسبت برقراری روابط دیپلماتیک ایران و یونان در دوران قاجار، سال ۱۹۰۲ میلادی

### دوران باستان
روابط میان این دو ملت به روزگار باستان و پیش از نخستین تهاجم ایرانیان به یونان بازمی‌گردد. در اواخر سده ششم پ.م شاهنشاهی هخامنشی بر تمامی آناتولی فرمانروایی می‌کرد (که دربردارنده بسیاری از نواحی یونانی نشین می‌شد) و نیز بسیاری از جزایر یونانی، تراکیه و مقدونیه باستان. همچنین استرابون حضور یک هیت نمایندگان یونانی در ایران در سال ۴۳۲ پ. م را گزارش می‌کند.
رابطه میان ایران و یونان در زمان جنگ‌های ایران و یونان رقابتی و از روی دشمنی بود اما پس از شکست پادشاهی ایران از اسکندر، روابط این دو صمیمیت یافت. اسکندر فرهنگ ایرانی را ارج نهاد و خواهان ایجاد ترکیبی از فرهنگ ایرانی و یونانی بود که تا ابد این دو را به یکدیگر مرتبط سازد.
میراث این صمیمیت قوی در سده‌های پیشین در مناطقی از جهان که دارای فرهنگ یونانی-ایرانی بوده‌اند، دیده می‌شود. پادشاهی پنتوس یکی از نمونه‌های اولیه این ترکیب فرهنگی است.

### قرون وسطی
امپراتوری ساسانی و امپراتوری بیزانس (یونان بخشی از امپراتوری بیزانس بود) قدرت‌های اصلی در اروپا، آسیای غربی و آسیای مرکزی بودند. درگیری‌های زیادی بین آنها وجود داشت.

### کنونی
جامعه کوچکی از یونانیان مسیحی در ایران وجود دارد. در تهران، یک کلیسای ارتدوکس یونانی وجود دارد که اغلب هنگام هفتهٔ مقدس یونانی باز می‌شود.
در ۳۱ مه ۲۰۱۸، فدراسیون فوتبال ایران با لغو بازی‌های دوستانه در استانبول، ترکیه، روابط خود را با یونان متوقف کرد.
در ۲۵ مه ۲۰۲۲ یونان نفت کش ایرانی حاوی ۱۱۵ هزار تن نفت خام به مقصد روسیه را متوقف و به آمریکا منتقل کرد که موجب تیره‌تر شدن روابط دو کشور شد. کمی بعد نیز ایران برای تلافی، دو نفتکش یونانی (Prudent Warrior و Delta Poseidon) را در خلیج فارس توقیف کرد.